# HTC Desire Z
L'HTC Desire Z (conosciuto negli Stati Uniti come T-Mobile G2) è uno smartphone prodotto da HTC Corporation.

È stato annunciato il 15 settembre 2010 ed è distribuito in Europa e in Canada il 1º novembre 2010, dopo qualche ritardo legato ai test qualitativi di Google. 
L'HTC Desire Z presenta delle caratteristiche simili agli HTC Desire e HTC Desire HD: la differenza più evidente è la presenza di una tastiera full-qwerty sul Desire Z. Inoltre l'HTC Desire Z presenta 4 pulsanti a sfioramento, al posto dei 4 fisici dell'HTC Desire. Entrambi questi 2 terminali, a differenza della versione HD, presentano un pad ottico.

## Caratteristiche
HTC Desire Z presenta una nuova versione dell'interfaccia HTC Sense ed è compatibile con HTCSense.com, servizio creato da HTC per HTC Desire Z e Desire HD.

Il terminale possiede inoltre un sensore di prossimità, un accelerometro e un sensore di luminosità. Insieme al Desire HD, il Desire Z presenta il nuovo "Fast Boot" di HTC: con questa funzione, è possibile avviare il terminale in 3-4 secondi all'incirca, in quanto il terminale viene messo in una sorta di standby/ibernazione. Come sistema operativo, è installato Android 2.2 Froyo.

## Hardware
L'HTC Desire Z monta un processore Qualcomm MSM 7230 800 MHz, ha la scocca fatta in alluminio e in plastica gommata. Sotto allo schermo, troviamo una tastiera QWERTY a scomparsa, la quale è agganciata al resto del terminale tramite un meccanismo brevettato da HTC, chiamato "a Z", da cui deriva il nome del terminale.

Lo schermo del terminale è un Sony Super LCD da 3,7 pollici, con una risoluzione di 800 × 480 pixel.

L'HTC Desire Z monta una fotocamera da 5 megapixel con flash a LED, autofocus, riconoscimento facciale e geotagging.. Con essa, si possono registrare video fino a 720p di risoluzione, in formato 3gp.

## Varianti
L'operatore telefonico statunitense T-Mobile USA commercializza una variante del Desire Z chiamata T-Mobile G2. La differenza più evidente tra i due modelli è che il G2 è un terminale "Google experience", ovvero il sistema operativo è privo di personalizzazioni da parte di HTC. Il G2, inoltre ha una memoria interna di 4 GB, mentre il Desire Z ha una memoria interna di 2 GB. Nella versione canadese invece troviamo 1.5 GB di memoria interna.